# Gerardo Esquivel (economista)
Gerardo Esquivel Hernández (Ciudad de México, 24 de diciembre de 1965) es un economista, funcionario y académico mexicano. Se desempeñó como coordinador ejecutivo de investigación del Instituto Belisario Domínguez del Senado de la República y subgobernador del Banco de México de 2019 a 2022 en sustitución de Roberto del Cueto Legaspi.
Ha sido profesor de la Facultad de Economía de la Universidad Nacional Autónoma de México (UNAM) y de El Colegio de México. Es miembro del Sistema Nacional de Investigadores (nivel III). De acuerdo con Research Papers in Economics, en julio de 2016 Esquivel es uno de los economistas más citados de México.

## Trayectoria
Es licenciado en economía por la UNAM (1989), donde se tituló con la tesis Comercio Intraindustrial México-Estados Unidos 1981-1988. Obtuvo la maestría en economía en El Colegio de México (1991), con la tesis Política comercial bajo competencia imperfecta: ejercicio de simulación para la industria cervecera mexicana y el doctorado en esa misma disciplina en la Universidad de Harvard en 1997.
De 1997 a 1998, trabajó como investigador en el Harvard Institute for International Development de la Universidad de Harvard, y desde septiembre de 1998, se ha desempeñado como profesor-investigador del Centro de Estudios Económicos de El Colegio de México. Fue investigador visitante en el Fondo Monetario Internacional y en el Banco de México, así como consultor para el Banco Mundial, el Banco Interamericano de Desarrollo (BID), la Comisión Económica para América Latina y el Caribe (CEPAL), la Organización para la Cooperación y el Desarrollo Económicos (OCDE), el Programa de Naciones Unidas para el Desarrollo (PNUD) y el Programa de las Naciones Unidas para el Medio Ambiente (PNUMA).
Sus temas de interés son: 
- economía aplicada
- economía regional
- macroeconomía

Ha sido galardonado con el Premio de Investigación en Ciencias Sociales (2005), otorgado por la Academia Mexicana de Ciencias; el Premio de Economía "Ramón Beteta Quintana" (2008); el Premio Nacional de Periodismo (2011) y el Premio Nacional de Finanzas Públicas (2014).
De 2014 a 2018, publicó una columna quincenal para el diario mexicano El Universal y colaboró como panelista en el programa Es la hora de opinar, de Foro TV. Asimismo, ha colaborado en las revistas Nexos y Letras Libres.
El 14 de marzo de 2018, a través de su cuenta de Twitter, dio a conocer su incorporación como asesor económico externo de la campaña del entonces candidato a la presidencia de México por la coalición Juntos Haremos Historia, Andrés Manuel López Obrador. En noviembre de 2018, se anunció que sería propuesto al Senado como miembro de la Junta de Gobierno del Banco de México, tras el anuncio del subgobernador Roberto del Cueto Legaspi sobre su renuncia al cargo por motivos de salud. Anteriormente, Esquivel había sido considerado para ocupar la Subsecretaría de Egresos en la Secretaría de Hacienda y Crédito Público en la administración de López Obrador. El 23 de enero de 2019 el nombramiento fue ratificado por el pleno de la Comisión Permanente del Congreso de la Unión.
El 10 de noviembre de 2022, el presidente López Obrador anunció que Gerardo Esquivel sería propuesto para dirigir el Banco Interamericano de Desarrollo.

## Publicaciones

### Libros
- Growth, Protectionism and Crises: Latin America from a Historical Perspective (2007), coeditor con Sebastián Edwards Figueroa y Graciela Márquez Colín.

Recientemente, Gerardo Esquivel se encargó de la revisión técnica de la traducción al español del libro El capital en el siglo XXI, del economista francés Thomas Piketty, publicado por el Fondo de Cultura Económica, y es además el autor del reporte Desigualdad extrema en México. Concentración del poder económico y político, publicado por OXFAM y ampliamente comentado en los medios de comunicación electrónicos e impresos.

### Artículos seleccionados
- "Desigualdad extrema en México. Concentración del poder económico y político" Archivado el 27 de enero de 2018 en Wayback Machine. (2015), OXFAM.
- "A Decade of Falling Inequality in Mexico: Market Forces or State Action?" (con Nora Lustig y John Scott), en L. F. López Calva y N. Lustig (eds.) Declining Inequality in Latin America: a Decade of Progress?, Washington D.C.: The Brookings Institution Press. 2010.
- "De la inestabilidad económica al estancamiento estabilizador. El papel del diseño y conducción de la política económica en México”, en A. Castañeda, N. Lustig and A. Yunez (eds.) México 2010: Volumen Economía, [México. D.F.: El Colegio de México], 2010.
- “How Can Reforms Help Deliver Growth in Mexico?” (con Fausto Hernández-Trillo), en Liliana Rojas Suárez (ed.) (2009), Growing Pains in Latin America, Washington, D.C.: Center for Global Development, pp. 192-235.
- “Some Economic Effects of Closing the Economy: The Mexican Experience in the Mid-Twentieth Century”, (con Graciela Márquez Colín) en S. Edwards, G. Esquivel and G. Márquez (eds.) (2007) Growth, Protectionism and Crises: Latin America from a Historical Perspective, NBER/University of Chicago Press.
- "The Dynamics of Income Inequality in Mexico since NAFTA", Economía 12, no. 1, 2011, pp. 55-88.
- ¿Es la política social una causa de la informalidad en México?” (con Juan Luis Ordaz). Revista Ensayos, Universidad Autónoma de Nuevo León, Vol. XXVII, n.º 1, mayo de 2008, pp. 1-32.
- “Remittances and Poverty in Mexico: A Propensity Score Matching Approach” (con Alejandra Huerta Pineda), Integration and Trade Journal, julio-diciembre de 2007.[14]